# Josimar Alcócer
Josimar Angelo Alcócer McCook (ur. 7 lipca 2004 w San José) – kostarykański piłkarz występujący na pozycji skrzydłowego, reprezentant Kostaryki, od 2023 roku zawodnik belgijskiego Westerlo.